# Mikael Sehul
Mikael Sehul (Tigrinya « Mikael l'Astucieux »), né vers 1691 sous le nom de Blatta Mikael et mort le 23 juin 1779, fut le ras ou gouverneur de la province du Tigré entre 1748 et 1771 puis une nouvelle fois de 1772 jusqu'à sa mort. Il était l'une des figures politiques majeures durant le règne de l'Empereur Iyasou II et de ses successeurs.
L'explorateur écossais James Bruce qui le rencontra pendant son séjour en Éthiopie le décrivait ainsi :

« Nous sommes entrés et avons vu le vieil homme assis sur un sofa ; ses cheveux blancs étaient peignés en courtes tresses. Il semblait pensif mais pas mécontent. Son visage était fin, ses yeux rapides et vifs, mais légèrement marqué par le temps. Il paraissait faire environ 6 pieds. »

## Biographie
Mikael est le fils de Abeto Hezeqeyas Wolde Hawaryot et de Woizero Ishate Mariam qui se disaient descendants de la dynastie salomonide par leur ancêtre le Ras Faris Le Grand. Sa première femme officielle se prénommait Woizero Walatta Gabr'el et est morte à Adoua vers 1766. Il s'est par la suite marié avec Woizero Aster.
Il est pour la première fois entré dans l'histoire pour avoir pris part à la délégation envoyée au Caire pour obtenir la désignation d'un nouveau primat pour l'Église éthiopienne orthodoxe en 1745. Lors du voyage, la délégation fut retenue pendant 6 mois à Massaoua par un Naib local qui les relâcha seulement lorsqu'ils lui eurent donné la moitié de leur argent. Au cours du voyage retour, le primat Abuna Yohannes XIV fut retenu contre rançon à Arkiko jusqu'à ce qu'un abbé du monastère de Debre Bizen l'aide à s'échapper. L'affront était tel que Mikael, qui était alors Dejazmach, fut victime d'une campagne punitive menée par l'empereur Iyasou. Toutefois, Mikael restait très puissant et il fut rapidement pardonné.
Mikael Sehul avait été offensé par le comportement de son supérieur le Ras Anda Haymanot durant une expédition de chasse et, de retour à Adoua, il fit fortifier la ville et se rebella contre Haymanot qu'il finit par capturer et exécuter en 1759. Adoua était située à un point stratégique sur la route commerciale reliant Massaoua à Gondar, et grâce aux taxes et impôts qu'il prélevait au passage, Mikael Seuhul put recruter une armée de 8000 hommes armés de mousquets.
À la mort de Iyasou II, son fils Yoas prend le trône et des rivalités se font jour entre la mère du dernier empereur et sa veuve. L'impératrice Mentaweb, grand-mère de Yoas, avait été couronnée lorsque son fils, Iyasou, qui était encore mineur avait succédé à son mari. Après la mort de Iyasou, elle pensa être codirigeante du pays. Toutefois, la veuve de Iyasou, Welete Bersabe (connue sous le nom de Wubit) de la région Oromo, estimait que le pouvoir lui revenait par le biais de son fils mineur, comme cela avait été le cas par le passé pour sa belle-mère. Le jeune empereur prit parti pour sa mère contre sa grand-mère. L'impératrice Mentaweb rassembla ses troupes dans sa province native de Qwara et envahit Gondar pour soutenir sa cause. Lorsqu'elle apprit l'arrivée des troupes de sa belle-mère, Welete Bersabe mobilisa elle aussi ses alliés et une foule de soldats Oromos arrivèrent dans la localité pour la soutenir.
Pour résoudre ce conflit et éviter un bain de sang, l'impératrice Mentaweb demanda à son gendre, le Ras Mikael, d'intervenir. Mikael Sehul arriva avec une armée de 26 000 hommes, promettant d'arbitrer le conflit entre les deux reines. Il prit ainsi le contrôle de la ville impériale de Gondar et acquit un rôle de plus en plus important.
Le 22 janvier 1768, Mikael fut nommé Ras Bitwoded et Enderase de l'Empire. Son pouvoir grandissant alerta l'Empereur Iyoas qui ordonna à Mikael de retourner dans le Tigré. Celui-ci désobéit, et, lorsqu'il revint à Gondar, il obtint la possibilité de présenter devant une assemblée de nobles des preuves que l'Empereur avait comploté contre lui. Cette assemblée reconnut que les agissements de l'Empereur étaient passibles de la peine de mort. 
Toutefois, la loi éthiopienne interdisait qu'un monarque puisse être tué, si bien qu'il fut décidé de confiner l'Empereur dans son palais. Malgré tout, Mikael Sehul ordonna la mise à mort de l'Empereur et il le fit assassiner en janvier 1769.
Cette même année, Mikael Sehul se maria avec l'une des filles de l'Impératrice Mentaweb, renforçant ainsi ses liens avec la dynastie salomonide. C'est également à cette période qu'il obtint le titre de ras.
Ras Mikael fit nommer les deux Empereurs suivants : Yohannès II, âgé de 70 ans, qu'il fit empoisonner en 1769, puis Takla Haïmanot II. Malgré son pouvoir sur le trône, la population se rebella et Mikael Sehul répondit en faisant régner la terreur sur Gondar (1770), mais il ne parvint pas à contrôler les campagnes où ses opposants s'allièrent contre lui. Les Galla de Ras Goucho, alliés aux princes du Bégamder et du Godjam affrontent Ras Mikael et Takal Haïmanot II à l'occasion de trois batailles dont Mikael Sehul sortit perdant et finit par se rendre le 4 juin 1771. Il est alors emprisonné pendant un an avant d'être renvoyé au Tigré pour finir ses jours comme gouverneur de la province.